# 200 Po Wstretschnoi
200 Po Wstretschnoi (russ. „200 По Встречной“, dt. „200 in Gegenrichtung“) ist das Debütalbum des ehemaligen russischen Pop-Duos t.A.T.u. Es erschien am 21. Mai 2001 in Russland und entwickelte sich in Russland und Osteuropa zu einem großen Erfolg. Als erstes Album osteuropäischer Interpreten verkaufte sich 200 Po Wstretschnoi in Europa über eine Million Mal, wofür t.A.T.u. 2002 den „IFPI Platinum Europe Award“ erhielten. Insgesamt erzielte das Album einen Absatz von über drei Millionen verkauften Exemplaren. 2002 erschien mit 200 km/h in the Wrong Lane die englischsprachige Version des Albums, die sich ebenfalls zu einem großen Erfolg entwickelte und das Duo weltweit berühmt machte.

## Produktion
Iwan Nikolajewitsch Schapowalow, ein in Moskau lebender Drehbuchautor für Werbespots, organisierte im Frühjahr 1999 ein Casting für weibliche Sängerinnen in Moskau. Aus den über 500 Bewerberinnen wurden am Ende die zehn besten ausgewählt, unter ihnen auch Jelena Katina und Julija Wolkowa. Beide kannten sich bereits aus der Kinderband „Neposedi“. Letztlich gewann die damals 14-Jährige Katina das Casting, und Schapowalow nahm mehrere Demoaufnahmen (Darunter auch das Antikriegslied Jugoslawija) mit ihr auf. Ende 1999 beschloss Schapowalow, ein Duo zu formen, und dazu ein weiteres Mädchen auszuwählen, wobei er sich für Wolkowa entschied. Nach der Formung des Duos wurde „Тату“ als Bandname bestimmt, und im Jahr 2000 wurde mit 200 Po Wstretschnoi das erste Album aufgenommen. Kurz vor Beendigung der Studioaufnahmen wurde das Stück Maltschik-Gei ebenfalls noch eingesungen. Eine E-Mail eines in den Vereinigten Staaten von Amerika lebenden russischen Mädchens an das Management der Gruppe beinhaltete den späteren Liedtitel Maltschik-Gei. Die beiden Worte brachten das Produktionsteam schließlich auf die Idee für ein neues Lied.
Zu einem späten Zeitpunkt während der Albumaufnahmen wurde in das Tonstudio der Gruppe eingebrochen. Dabei wurden laut Angaben des Managements mehrere Demo-Aufnahmen gestohlen, darunter jene zu den Liedern Nas ne dogonjat, Ja soschla s uma, 30 minut und Ja twoja ne perwaja. Später tauchten diese Demo-Versionen auf einer inoffiziell veröffentlichten Schwarzkopie der Single Nas ne dogonjat auf Kassette wieder auf. Da Schwarzkopien in Russland damals weit verbreitet waren, ist zu vermuten, dass eine große Anzahl dieser Kassetten landesweit Absatz fanden. Noch heute kursieren diese illegal erworbenen Demo-Aufnahmen im Internet.
Das dem Produktionsteam zur Verfügung gestellte Budget wurde vollständig aufgebraucht, und mehrmals hatte t.A.T.u.s damaliger Manager und Produzent Schapowalow seinen Geldgeber Boris Renski, einen russischen Unternehmer, um weitere Geldmittel gebeten. Laut Schapowalow kostete die Produktion des Albums schließlich etwa 30.000 Dollar, und die Produktion des ersten Videoclips zu Ja soschla s uma weitere 25.000 bis 30.000 Dollar.

## Kommerzieller Erfolg
In Russland erschien das Album am 21. Mai 2001. In den ersten beiden Monaten nach der Veröffentlichung verkaufte sich das Album insgesamt 500.000 Mal innerhalb Russlands. Basierend auf diesen Zahlen kann davon ausgegangen werden, dass über zwei Millionen Schwarzkopien auf verschiedenste Weise in Umlauf kamen. Insgesamt verkaufte sich das Album im Jahr 2001 über zwei Millionen Mal legal und geschätzte vier Millionen Mal als Schwarzkopie allein in t.A.T.u.s Heimatland. Es war damit 2001 in Russland das meistverkaufte Musikalbum und zählt bis heute zu den erfolgreichsten russischen Alben aller Zeiten.
In Osteuropa war das Album ebenfalls sehr populär und erfolgreich; es erschien dort in den meisten Ländern im November 2001. Im Dezember 2001 belegte es gleichzeitig Platz eins der Albumcharts in Tschechien, Bulgarien und der Slowakei. In der Slowakei stand 200 Po Wstretschnoi zehn Wochen lang an der Spitze der Charts, in Tschechien eine Woche lang.
In Polen, wo auf die kyrillische Schreibweise verzichtet und die Veröffentlichung stattdessen unter dem polnischen Titel 200 Po Vstriechnoy vermarktet wurde, erschien das Album erst im Sommer 2002. Am 8. Juli stieg das Album auf Platz 23 in die nationale polnische Hitparade ein. Es verbesserte sich rasch und erreichte bereits drei Wochen später die Top 10 sowie sieben Wochen nach Erscheinen für eine Woche die Spitzenposition Platz eins. Insgesamt stand 200 Po Vstriechnoy in Polen 21 Wochen lang in den Top 10 und wurde im Oktober 2002 erst mit Gold für 20.000, im Dezember 2002 dann mit Platin für 40.000 verkaufte Exemplare ausgezeichnet.

## Singleauskopplungen
Die Veröffentlichung des Albums wurde in Russland gekoppelt an die landesweite TV-Premiere des Musikvideos zum Lied Nas ne dogonjat, welches somit als zweite Single nach Ja soschla s uma aus 200 Po Wstretschnoi ausgekoppelt wurde. Nas ne dogonjat ist bis heute das teuerste jemals in Russland gedrehte Musikvideo. Der Videodreh dauerte drei Tage und wurde zu einem Großteil von an Helikoptern befestigten Kameras aus der Vogelperspektive aufgenommen.
Im September des Jahres 2001 wurde der Song 30 minut (Auch bekannt als Poltschassa) als zweite Single ausgekoppelt. Ursprünglich war die Veröffentlichung für August geplant, allerdings konnte das Musikvideo aufgrund von Problemen mit der Zensur nicht gezeigt werden. Deshalb musste das Video neu geschnitten werden und konnte schließlich in zensierter Form im September veröffentlicht werden. Die Single 30 minut fand großen Anklang und wurde von bekannten osteuropäischen Radiosendern 30 bis 35 Mal pro Woche gespielt. Insgesamt wurde der Song über 3500 Mal im Radio gesendet. Auch das Musikvideo erreichte Spitzenpositionen und wurde insgesamt über 3000 mal von verschiedenen russischen Musiksendern wie MTV Russland und MUZ-TV gespielt.
Im Oktober wurde Ja soschla s uma offiziell in Osteuropa (Slowakei, Tschechien, Bulgarien) als Singleauskopplung veröffentlicht, nachdem das Lied bereits im September 2000 in Russland erschienen war. In Bulgarien stieg die Single noch am Tag ihres Erscheinens auf Platz eins der nationalen Charts des Jugendsenders MM-Channel.
Einen Monat später, im November 2001, debütierte die Single Nas ne dogonjat auch in der Slowakei, Tschechien, Bulgarien und Polen. In allen vier Ländern erreicht die Single Spitzenpositionen in den Charts.
Zur Promotion des Albums tourte das Duo vom 26. November 2000 bis zum 16. April 2002 durch ganz Russland, Osteuropa und Deutschland, unter dem Titel 200 Po Wstretschnoi Tour.

## Titelliste
Das Album enthält elf Songs, davon sind zwei Remix-Tracks. Der in der nachfolgenden Tracklist zuletzt aufgelistete Remix ist ein versteckter Track, der nicht auf der CD erwähnt wird und bei Minute 5:04 des Tracks elf beginnt. Darüber hinaus beinhaltet die CD eine auf dem Computer abrufbare Fotogalerie und das Musikvideo zu Nas ne dogonjat.
| Nr. | Titel                                            | Songschreiber                                       | Länge |
| --- | ------------------------------------------------ | --------------------------------------------------- | ----- |
| 1   | Зачем я (Satschem Ja)                            | A. Voitinskiy, A. Vulih, I. Shapovalov, V. Polienko | 4:07  |
| 2   | Я сошла с ума (Ja soschla s uma)                 | S. Galoyan, E. Kiper, V. Polienko                   | 3:30  |
| 3   | Нас не догонят (Nas ne dogonjat)                 | S. Galoyan, E. Kiper, V. Polienko                   | 4:38  |
| 4   | Досчитай до ста (Dostschitai do sta)             | A. Voitinskiy, V. Polienko                          | 4:37  |
| 5   | 30 минут (30 minut)                              | S. Galoyan, I. Shapovalov, V. Polienko              | 3:17  |
| 6   | Я твой враг (Ja twoi wrag)                       | R. Ryabtsev                                         | 4:16  |
| 7   | Я твоя не первая (Ja twoja ne perwaja)           | S. Galoyan, V. Polienko                             | 4:17  |
| 8   | Робот (Robot)                                    | A. Voitinskiy, V. Polienko                          | 3:53  |
| 9   | Мальчик-гей (Maltschik-Gei)                      | S. Galoyan, A. Karaseva, V. Stepantsov              | 3:18  |
| 10  | Нас не догонят (Nas ne dogonjat) [HarDrum Remix] | S. Galoyan, E. Kiper, V. Polienko                   | 3:50  |
| 11  | 30 минут (30 minut) [HarDrum Remix]              | S. Galoyan, I. Shapovalov, V. Polienko              | 4:02  |
| 12  | Я сошла с ума (Ja soschla s uma) [HarDrum Remix] | S. Galoyan, E. Kiper, V. Polienko                   | 4:13  |

## Boykottversuche
Von Seiten rechtsextremistischer Nationalisten und aus Kreisen der Russisch-Orthodoxen Kirche kam es mehrfach zu Boykottaufrufen gegen das Album und die Band. Die großen Radiostationen und Musiksender konnten sich den Zuschauerwünschen allerdings nicht entziehen und spielten die Lieder und Musikvideos aus dem Album nach anfänglichem Zögern uneingeschränkt. Lediglich beim Lied Maltschik-Gei („Мальчик-гей“, zu deutsch „Homosexueller Junge“), das zwar in Discos und bei Konzerten der Band gespielt wurde, meldeten die Radiosender Bedenken an. Obwohl das Stück in einer Hörerumfrage von Universal Music als drittbeliebtestes Lied des Albums nach Ja soschla s uma und Nas ne dogonjat angegeben wurde, ignorierten die Radiostationen im Land alle Hörerwünsche und Anfragen nach Maltschik-Gei. Aus diesem Grund wurde anstelle von Maltschik-Gei im September 2001 30 minut samt Musikvideo als dritte Single ausgekoppelt.

## Re-Release
Am 15. Februar 2002 veröffentlichte Universal Music Russia eine „Extended Edition“ des Albums. Diese enthält neben einem neuen Artwork auch einen neuen Musiktitel („Клоуны“, Klouny) und zwei neue Remixe (Zu 30 minut und Maltschik-Gei). Das neu veröffentlichte Album brach den Verkaufsrekord der ursprünglichen Albumversion vom Mai 2001 und erzielte schon in der ersten Woche einen Absatz von 60.000 legal verkauften Einheiten in Russland. Die Anzahl der illegal verkauften Schwarzkopien dürfte um ein Vielfaches höher gelegen haben.
Im Dezember 2001 kündigte Universal Music Germany an, 200 Po Wstretschnoi auch in Deutschland zu veröffentlichen. Ebenfalls geplant war eine Veröffentlichung in den Vereinigten Staaten von Amerika für den April des Jahres 2002. Obwohl auch schon Singleauskopplungen geplant waren (Nas ne dogonjat in den Vereinigten Staaten und Ja soschla s uma in Deutschland) wurde der Releasetermin in den USA gekippt, und die Veröffentlichung in Deutschland vorerst verschoben. Wahrscheinlich zugunsten der englischsprachigen Fassung des Albums, mit deren Produktion im Januar 2002 begonnen worden war. 2003 erschien das Album schließlich doch noch in Deutschland, stieg aber nicht in die Charts ein. Diese in Deutschland erhältliche Version des Albums wurde auch in Taiwan verkauft. Ebenfalls veröffentlicht wurde das Album im Vereinigten Königreich, Japan und Neuseeland, schaffte aber nur in Japan den Einstieg in die nationalen Albumcharts. In Neuseeland handelte es sich um das erste jemals dort veröffentlichte russische Album, und gemeinsam mit dem ebenfalls von t.A.T.u. stammenden Wesjolyje Ulybki ist es bis heute auch das einzige.

## Kritik
In der russischen Presse erhielt das Album sehr positive Kritiken und wurde meistenteils als „Gut“ bis „Exzellent“ bezeichnet. Das Neon-Magazin lobte die „ausgezeichnete Qualität des Musikmaterials mit qualitativ hochwertigen Texten“. Das provokative Video zu Ja soschla s uma, für das t.A.T.u. später von westlichen Musikkritikern heftig kritisiert werden sollten, wurde als Versuch gerechtfertigt, bei den großen US-amerikanischen Plattenfirmen Aufmerksamkeit zu erregen, da diese ansonsten niemals mit osteuropäischen Künstlern zusammenarbeiten würden. In den Staaten des ehemaligen Ostblocks erhielt das Album ebenfalls größtenteils gute Bewertungen, auch wenn dort die Kritik am „Lolita-Lesben-Image“ unter den Musikkritikern etwas größer war. Der estnische Musikkritiker Reis Zubov lobte die energiereichen Rhythmen der Titel auf dem Album und stellte Ja soschla s uma, Nas ne dogonjat und 30 minut besonders heraus.

## Auszeichnungen für Musikverkäufe
| Land/Region   | Auszeichnungen für Musikverkäufe (Land/Region, Auszeichnung, Verkäufe) | Verkäufe  |
| ------------- | ---------------------------------------------------------------------- | --------- |
| Europa (IFPI) | Platin                                                                 | 1.000.000 |
| Polen (ZPAV)  | Platin                                                                 | (70.000)  |
| Insgesamt     | 2× Platin ·                                                            | 1.000.000 |